# Naoya Shibamura
Naoya Shibamura (Hiroshima, 11 september 1982) is een Japans voetballer.

## Carrière
Naoya Shibamura speelde tussen 2005 en 2012 voor Albirex Niigata FC, Avispa Fukuoka, Tokushima Vortis, Gainare Tottori, Fujieda MY en Ventspils. Hij tekende in 2012 bij Pakhtakor Tasjkent.